# Parchi nazionali del Messico
I parchi nazionali del Messico sono in tutto 78 (dato aggiornato al febbraio 2024) e comprendono una superficie complessiva di 17 569 572 ettari, 687 462 dei quali sono superficie terrestre e 16 882 109 sono area marina.
Il primo parco nazionale ad essere stato istituito è stato il parco nazionale Iztaccíhuatl-Popocatépetl creato nel 1935, i parchi di più recente istituzione sono invece i seguenti: Parco nazionale Bajos del Norte, Parco nazionale Carmen Serdán, Parco nazionale Nuevo Uxmal
Parco nazionale Zona Marina de la Isla Isabel tutti e quattro istituiti nel gennaio del 2024.
Il parco nazionale più grande è il parco nazionale Revillagigedo, che comprende una vastissima area marina di oltre 148 000 km² intorno all'arcipelago omonimo situato a sud-ovest dalla penisola della Bassa California, il più piccolo, con poco più di 6 ettari, è il parco nazionale Lago de Camécuaro nello stato di Michoacán.

## Elenco dei parchi nazionali
| Denominazione                                                      | Stato                       | Area totale (ha) | Sup. terrestre | Sup. marina  | Data di istituzione |
| ------------------------------------------------------------------ | --------------------------- | ---------------- | -------------- | ------------ | ------------------- |
| Parco nazionale Arrecife Alacranes                                 | Yucatán                     | 333 768,51       | 53             | 333 715,5    | 06/06/1994          |
| Parco nazionale Arrecife de Puerto Morelos                         | Quintana Roo                | 9 066,63         | 37,74          | 9 028,89     | 02/02/1998          |
| Parco nazionale Arrecifes de Cozumel                               | Quintana Roo                | 11 987,88        | 82,28          | 11 905,6     | 19/07/1996          |
| Parco nazionale Arrecifes de Xcalak                                | Quintana Roo                | 17 949,46        | 4 521,84       | 13 427,62    | 27/11/2000          |
| Parco nazionale Bahía de Loreto                                    | Bassa California del Sud    | 206 580,75       | 21 692,08      | 184 888,67   | 19/07/1996          |
| Parco nazionale Bajos del Norte                                    | Yucatán                     | 1 304 114,89     | 0              | 1 304 114,89 | 08/01/2024          |
| Parco nazionale Barranca del Cupatitzio                            | Michoacán                   | 458,21           | 458,21         | 0            | 02/11/1938          |
| Parco nazionale Benito Juárez                                      | Oaxaca                      | 2 591,52         | 2 591,52       | 0            | 30/12/1937          |
| Parco nazionale Bosencheve                                         | Messico e Michoacán         | 14 599,62        | 14 599,62      | 0            | 01/08/1940          |
| Parco nazionale Cabo Pulmo                                         | Bassa California del Sud    | 7 111,01         | 38,86          | 7 072,15     | 06/06/1995          |
| Parco nazionale Cañón del Río Blanco                               | Veracruz e Puebla           | 48 799,78        | 48 799,78      | 0            | 22/03/1938          |
| Parco nazionale Cañón del Sumidero                                 | Chiapas                     | 21 789,42        | 21 789,42      | 0            | 08/12/1980          |
| Parco nazionale Carmen Serdán                                      | Puebla                      | 198,61           | 198,61         | 0            | 08/01/2024          |
| Parco nazionale Cascada de Bassaseachic                            | Chihuahua                   | 5 802,85         | 5 802,85       | 0            | 02/02/1981          |
| Parco nazionale Cerro de Garnica                                   | Michoacán                   | 1 936            | 1 936          | 0            | 05/09/1936          |
| Parco nazionale Cerro de La Estrella                               | Ciudad de México            | 1 183,34         | 1 183,34       | 0            | 24/08/1938          |
| Parco nazionale Cerro de Las Campanas                              | Querétaro                   | 58,49            | 58,49          | 0            | 07/07/1937          |
| Parco nazionale Cofre de Perote o Nauhcampatépetl                  | Veracruz                    | 11 530,73        | 11 530,73      | 0            | 04/05/1937          |
| Parco nazionale della Costituzione del 1857                        | Bassa California            | 5 009,49         | 5 009,49       | 0            | 27/04/1962          |
| Parco nazionale Costa Occ. de I. Mujeres, Pta. Cancún y Pta. Nizuc | Quintana Roo                | 8 673,06         | 0,61           | 8 672,45     | 19/07/1996          |
| Parco nazionale Cumbres de Majalca                                 | Chihuahua                   | 4 701,28         | 4 701,28       | 0            | 01/09/1939          |
| Parco nazionale Cumbres de Monterrey                               | Nuevo León e Coahuila       | 177 395,95       | 177 395,95     | 0            | 17/11/2000          |
| Parco nazionale Cumbres del Ajusco                                 | Ciudad de México            | 920              | 920            | 0            | 23/09/1936          |
| Parco nazionale Desierto de los Leones                             | Ciudad de México            | 1 529            | 1 529          | 0            | 27/11/1917          |
| Parco nazionale Desierto del Carmen o de Nixcongo                  | Messico                     | 529              | 529            | 0            | 10/10/1942          |
| Parco nazionale Dzibilchantún                                      | Yucatán                     | 539,44           | 539,44         | 0            | 14/04/1987          |
| Parco nazionale El Chico                                           | Hidalgo                     | 2 739,03         | 2 739,03       | 0            | 06/07/1982          |
| Parco nazionale El Cimatario                                       | Querétaro                   | 2 447,87         | 2 447,87       | 0            | 21/07/1982          |
| Parco nazionale El Histórico Coyoacán                              | Ciudad de México            | 39,77            | 39,77          | 0            | 26/09/1938          |
| Parco nazionale El Potosí                                          | San Luis Potosí             | 2 000            | 2 000          | 0            | 15/09/1936          |
| Parco nazionale El Sabinal                                         | Nuevo León                  | 8                | 8              | 0            | 25/08/1938          |
| Parco nazionale El Tepeyac                                         | Ciudad de México e Messico  | 1 500            | 1 500          | 0            | 18/02/1937          |
| Parco nazionale El Tepozteco                                       | Morelos e Ciudad de México  | 23 258,7         | 23 258,7       | 0            | 22/01/1937          |
| Parco nazionale El Veladero                                        | Guerrero                    | 3 617,41         | 3 617,41       | 0            | 17/07/1980          |
| Parco nazionale Fuentes Brotantes de Tlalpan                       | Ciudad de México            | 129              | 129            | 0            | 28/09/1936          |
| Parco nazionale General Juan Álvarez                               | Guerrero                    | 528              | 528            | 0            | 30/05/1964          |
| Parco nazionale Gogorrón                                           | San Luis Potosí             | 36 499,66        | 36 499,66      | 0            | 22/09/1936          |
| Parco nazionale Grutas de Cacahuamilpa                             | Guerrero                    | 1 600            | 1 600          | 0            | 23/04/1936          |
| Parco nazionale Huatulco II                                        | Oaxaca                      | 11 890,98        | 6 374,98       | 5 516        | 15/08/2023          |
| Parco nazionale Huatulco                                           | Oaxaca                      | 2 237,95         | 2 237,95       | 0            | 24/07/1998          |
| Parco nazionale Insurgente José María Morelos                      | Michoacán                   | 7 191,77         | 7 191,77       | 0            | 22/02/1939          |
| Parco nazionale Insurgente Miguel Hidalgo y Costilla               | Messico e Città del Messico | 1 889,97         | 1 889,97       | 0            | 18/09/1936          |
| Parco nazionale Isla Contoy                                        | Quintana Roo                | 5 126,26         | 230            | 4 896,26     | 02/02/1998          |
| Parco nazionale Isla Isabel                                        | Nayarit                     | 194,17           | 194,17         | 0            | 08/12/1980          |
| Parco nazionale Islas Marietas                                     | Nayarit                     | 1 383,02         | 71,16          | 1 311,86     | 25/04/2005          |
| Parco nazionale Iztaccíhuatl-Popocatépetl                          | Messico, Puebla e Morelos   | 39 819,09        | 39 819,09      | 0            | 08/11/1935          |
| Parco nazionale La Montaña Malinche o Matlalcuéyatl                | Tlaxcala e Puebla           | 46 112,24        | 46 112,24      | 0            | 06/10/1938          |
| Parco nazionale Lago de Camécuaro                                  | Michoacán                   | 6,48             | 6,48           | 0            | 08/03/1941          |
| Parco nazionale Lagunas de Chacahua                                | Oaxaca                      | 14 896,07        | 14 896,07      | 0            | 09/07/1937          |
| Parco nazionale Lagunas de Montebello                              | Chiapas                     | 6 545,63         | 6 545,63       | 0            | 16/12/1959          |
| Parco nazionale Lagunas de Zempoala                                | Morelos e Messico           | 4 790            | 4 790          | 0            | 27/11/1936          |
| Parco nazionale Lomas de Padierna                                  | Città del Messico           | 1 161,21         | 1 161,21       | 0            | 22/04/1938          |
| Parco nazionale Loreto II                                          | Bassa California del Sud    | 6 217,52         | 6 217,52       | 0            | 15/08/2023          |
| Parco nazionale Los Mármoles                                       | Hidalgo                     | 23 150           | 23 150         | 0            | 08/09/1936          |
| Parco nazionale Los Novillos                                       | Coahuila                    | 38,21            | 38,21          | 0            | 18/06/1940          |
| Parco nazionale Los Remedios                                       | Messico                     | 400,16           | 400,16         | 0            | 15/04/1938          |
| Parco nazionale Molino de Flores Netzahualcóyotl                   | Messico                     | 45,66            | 45,66          | 0            | 05/11/1937          |
| Parco nazionale Nopoló                                             | Bassa California del Sud    | 2 076,52         | 2 076,52       | 0            | 15/08/2023          |
| Parco nazionale Nuevo Uxmal                                        | Campeche e Yucatán          | 1 698,54         | 1 698,54       | 0            | 08/01/2024          |
| Parco nazionale Palenque                                           | Chiapas                     | 1 771,95         | 1 771,95       | 0            | 20/07/1981          |
| Parco nazionale Pico de Orizaba                                    | Veracruz e Puebla           | 19 750,01        | 19 750,01      | 0            | 04/01/1937          |
| Parco nazionale Rayón                                              | Michoacán                   | 25,21            | 25,21          | 0            | 29/08/1952          |
| Parco nazionale Revillagigedo                                      | Colima                      | 14 808 780,12    | 15 518,22      | 14 793 261,9 | 27/11/2017          |
| Parco nazionale Ricardo Flores Magón                               | Oaxaca                      | 1 812,6          | 1 812,6        | 0            | 15/08/2023          |
| Parco nazionale Sacromonte                                         | Messico                     | 43,73            | 43,73          | 0            | 29/08/1939          |
| Parco nazionale San Quintín                                        | Bassa California            | 85,9             | 85,9           | 0            | 15/08/2023          |
| Parco nazionale Sierra de Órganos                                  | Zacatecas                   | 1 124,66         | 1 124,66       | 0            | 27/11/2000          |
| Parco nazionale Sierra de San Pedro Mártir                         | Bassa California            | 72 910,68        | 72 910,68      | 0            | 26/04/1947          |
| Parco nazionale Sistema Arrecifal Veracruzano                      | Veracruz                    | 65 516,47        | 12,24          | 65 504,23    | 24/08/1992          |
| Parco nazionale Tula                                               | Hidalgo                     | 99,5             | 99,5           | 0            | 27/05/1981          |
| Parco nazionale Tulum                                              | Quintana Roo                | 664,32           | 664,32         | 0            | 23/04/1981          |
| Parco nazionale Vicente Guerrero                                   | Guerrero                    | 723,89           | 723,89         | 0            | 15/08/2023          |
| Parco nazionale Volcán Nevado de Colima                            | Jalisco e Colima            | 6 554,75         | 6 554,75       | 0            | 05/09/1936          |
| Parco nazionale Xicoténcatl                                        | Tlaxcala                    | 851,3            | 851,3          | 0            | 17/11/1937          |
| Parco nazionale Zona Marina de la Isla Isabel                      | Nayarit                     | 31 695,86        | 0              | 31 695,86    | 08/01/2024          |
| Parco nazionale Zona marina del Archipiélago de Espíritu Santo     | Bassa California del Sud    | 48 654,83        | 0              | 48 654,83    | 10/05/2007          |
| Parco nazionale Zona marina del Archipiélago de San Lorenzo        | Bassa California            | 58 442,8         | 0              | 58 442,8     | 25/04/2005          |